# Ergometrie

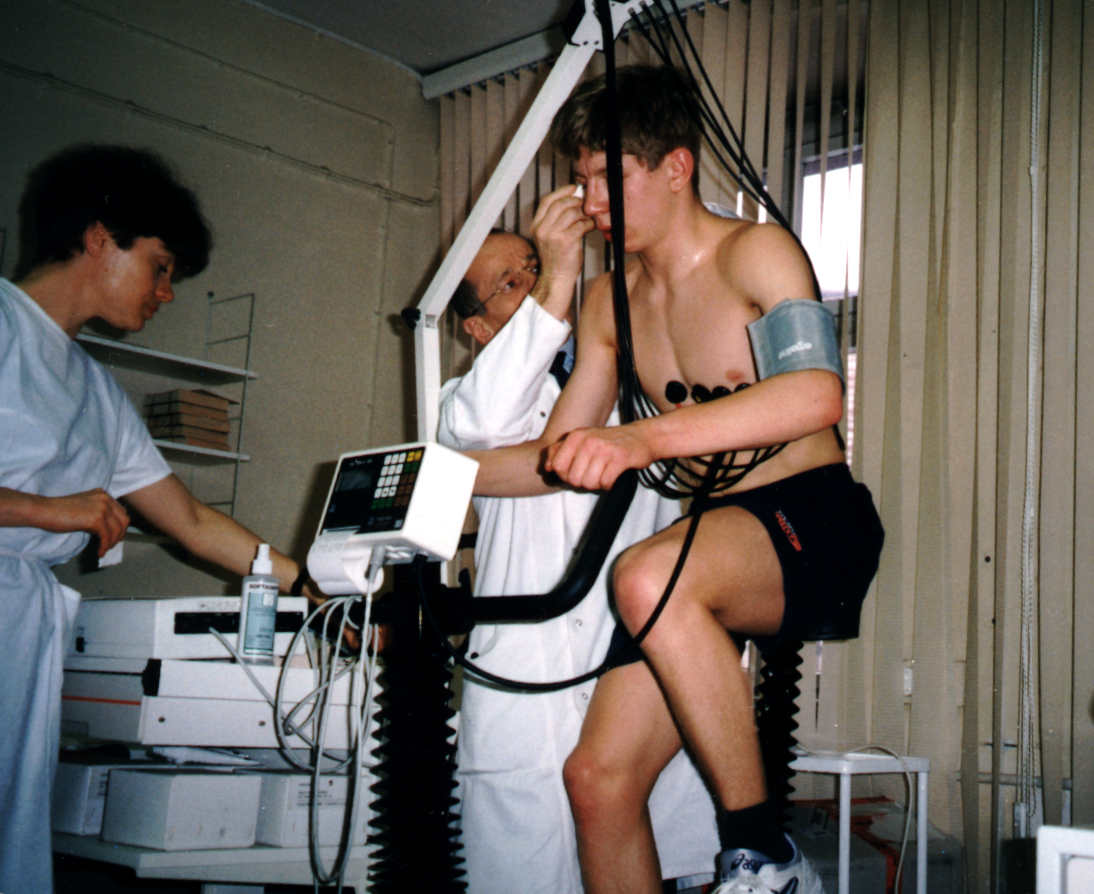
Leistungstest auf dem Fahrradergometer

Als Ergometrie (von altgriechisch ἔργον érgon, deutsch ‚Arbeit‘ und μέτρον métron, deutsch ‚Maß‘) wird die Messung kardiovaskulärer Leistungsparameter unter gezielter und reproduzierbarer körperlicher Belastung bezeichnet. Mit verschiedenen Ergometern kann die individuelle körperliche Leistungsfähigkeit im Rahmen einer Leistungsdiagnostik per Stufen- oder Dauertest sowie in Quer- und Längsschnittuntersuchungen dokumentiert werden. Ergometrie-Geräte werden darüber hinaus sowohl im Sport wie in der ärztlichen Praxis und Rehabilitation als Trainingsmittel verwendet. Gleichartige Geräte haben als Hometrainer bzw. Bewegungstrainer auch im privaten Bereich weite Verbreitung gefunden.

## Geschichte

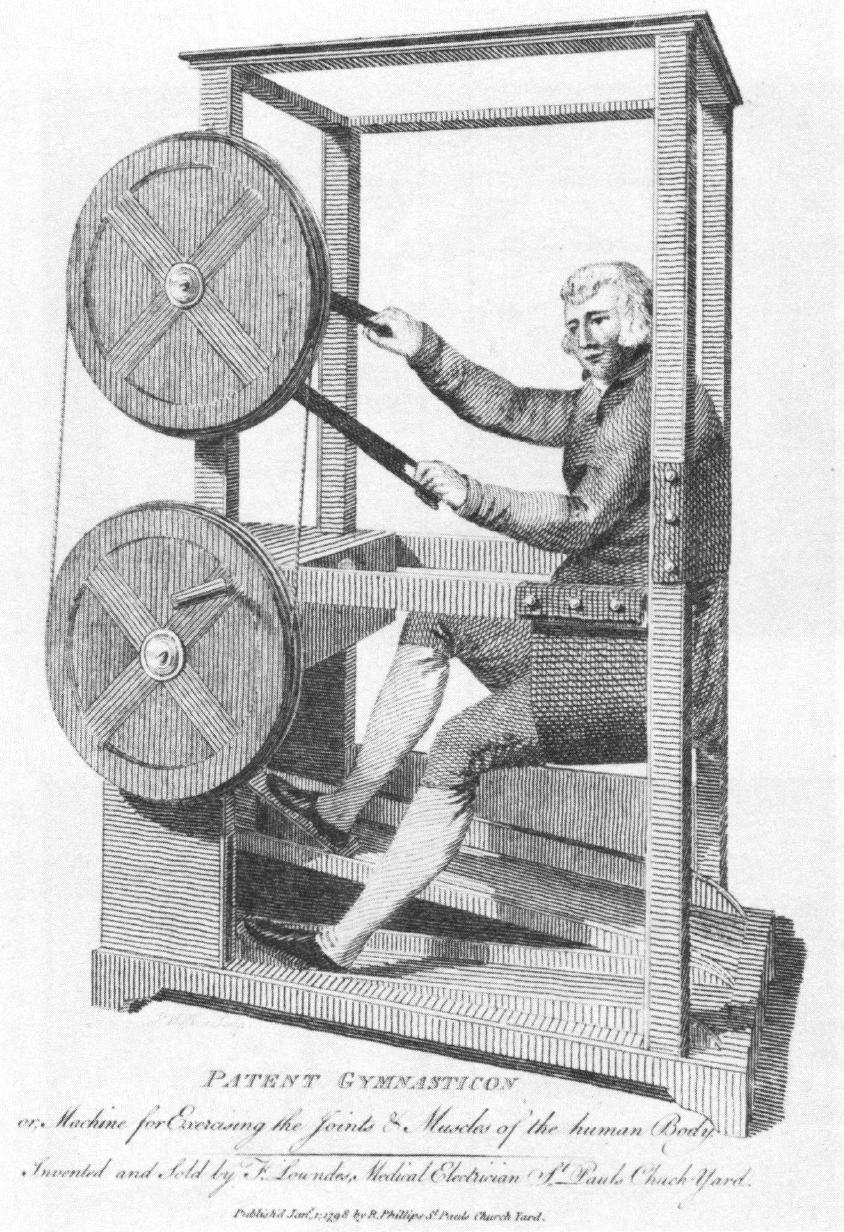
Übungsmaschine Gymnasticon des Francis Lowndes von 1797

Eine Übungsmaschine, genannt Gymnasticon, ließ sich der Engländer Francis Lowndes Ende des 18. Jahrhunderts patentieren. Das Gerät war primär für die Beübung von Gelenken entwickelt worden. Die ersten Versuche mit einer gebremsten Drehkurbel wurden 1866 von Max von Pettenkofer und 1886 von Charles Richet durchgeführt.
In Deutschland wurden die ersten Ergometer Ende des 19. Jahrhunderts entwickelt. Der hessische Arzt C. Speck erstellte 1883 eine Apparatur zwecks exakter Dosierbarkeit und präziser Reproduzierbarkeit einer körperlichen Arbeit. Es war ein Drehkurbel-Ergometer mit Arbeit im Stehen. Vier Jahre später stellte der Wiener Arzt Gustav Gaertner auf dieser Basis ein mechanisch gebremstes Ergometer vor. Dieses Ergostat genannte Gerät wurde später mehrfach produziert.
Das erste Laufband der Welt entwickelte Nathan Zuntz 1889. Als Professor für Physiologie an der Landwirtschaftlichen Hochschule in Berlin hatte er es zunächst nur für Untersuchungen mit Pferden bestimmt. In der Folgezeit wurden weitere Ergometer von ihm und seinen Mitarbeitern für Messungen am Menschen erstellt.
Die Konstruktion des ersten Fahrradergometers wird dem französischen Physiologen Elisée Bouny 1896 zugeschrieben. Er versah ein vorderradloses, aufgebocktes Fahrrad mit einer mechanischen Bremse am Hinterrad.
Die Amerikaner Wilbur O. Atwater und Francis G. Benedict ließen 1899 Probanden eine dosierte Arbeit auf einem Fahrradergometer verrichten. Dieses trieb einen Dynamo an, dessen Stromerzeugung  und Erwärmung als Maß für die erbrachte Arbeit diente. Diese Arbeitsgruppe entwickelte 1912 auch die erste elektromagnetische Bremse an einem Fahrradergometer.
Heute existiert auf dem Markt ein nahezu unübersehbares Angebot der unterschiedlichsten Geräte für die einzelnen Anwendungsbereiche.

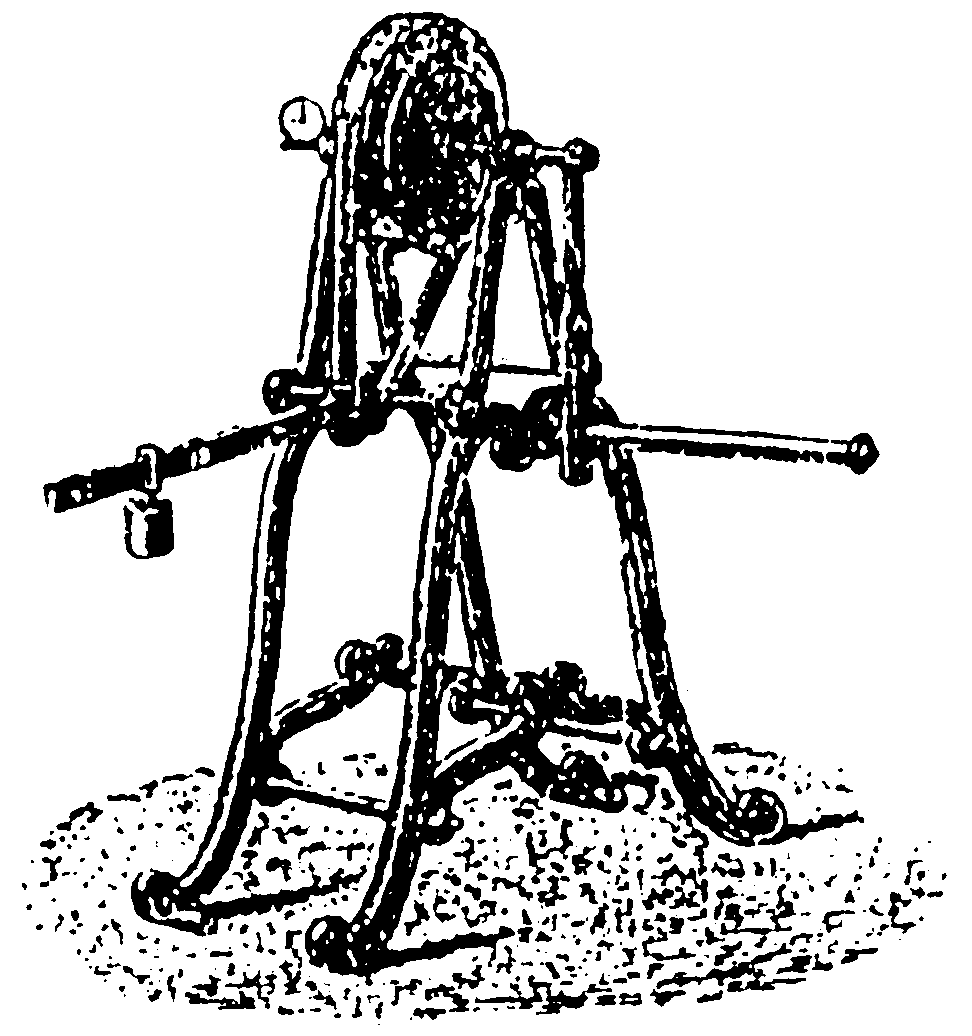
In Serie hergestellte Drehkurbelergometer
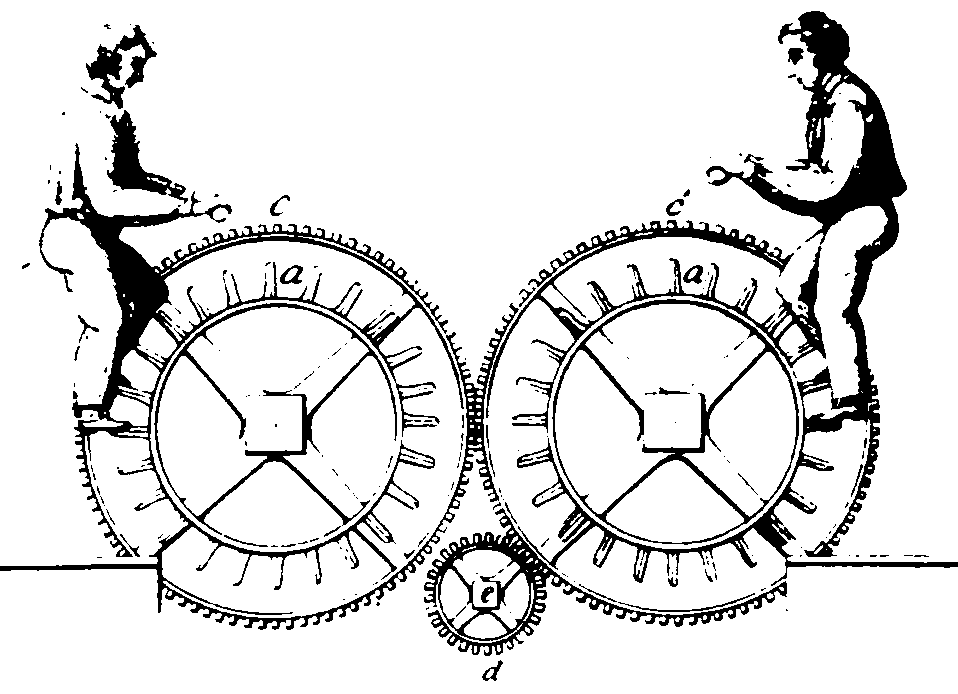
Tretradarbeit für Strafgefangene
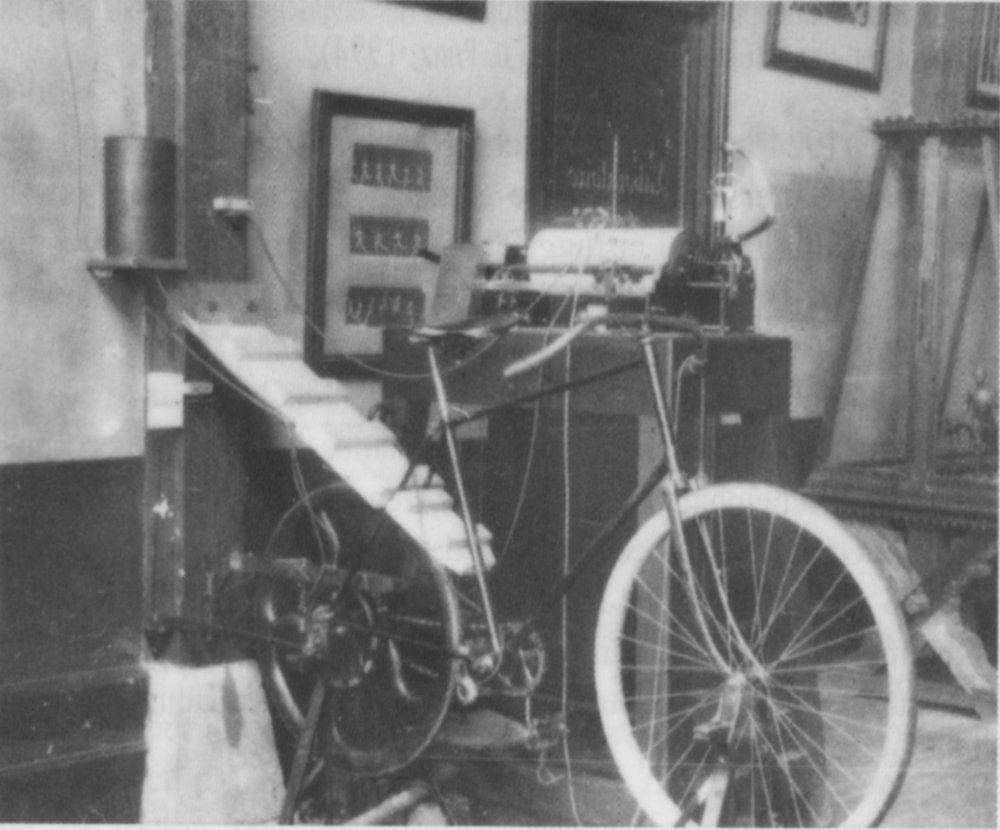
Das erste Fahrradergometer der Welt
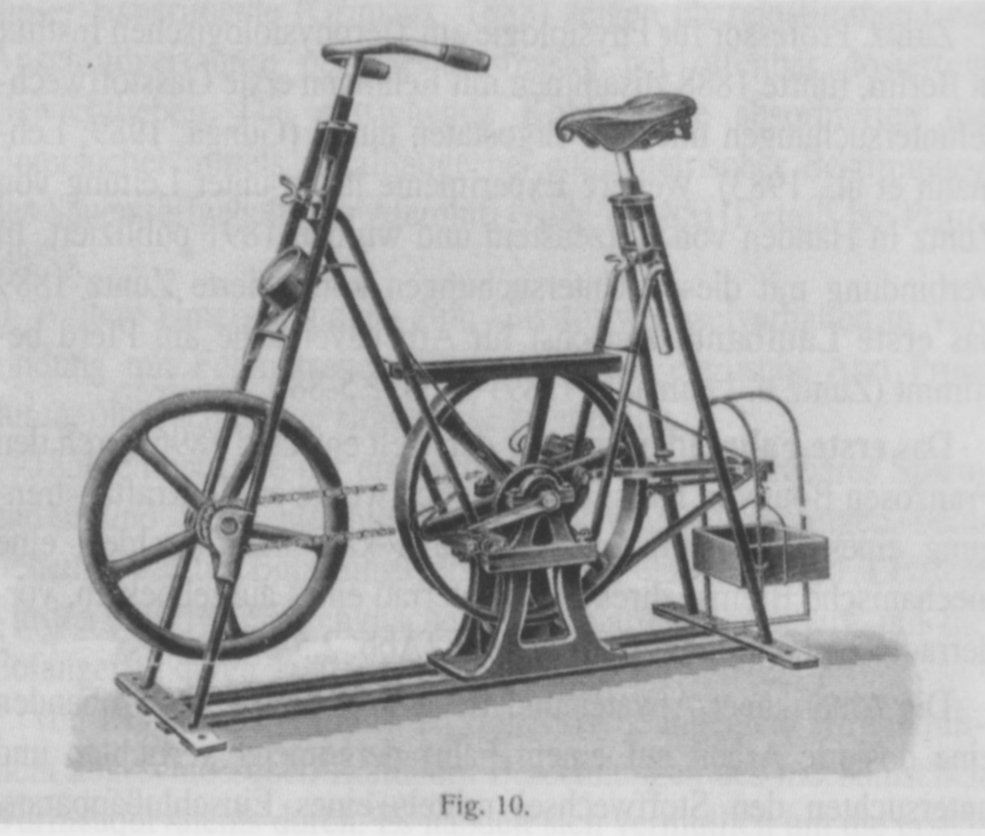
Von Voigt und Zuntz in Berlin um 1900 entwickeltes Fahrradergometer
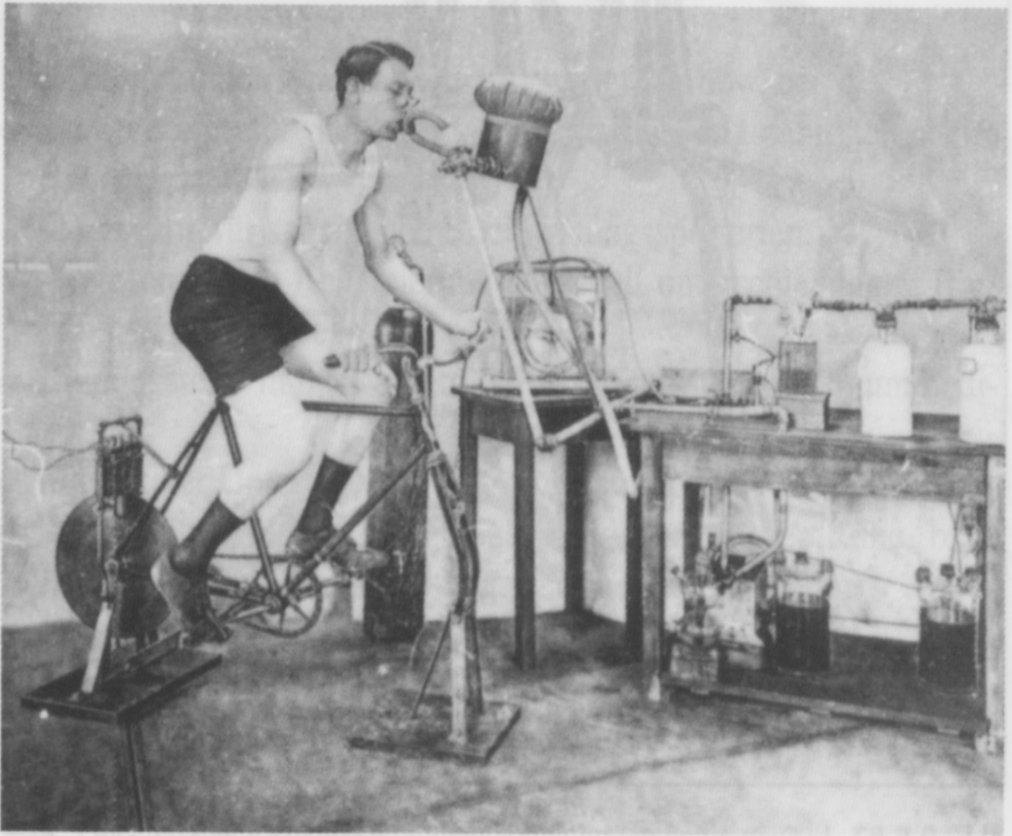
Fahrradergometrie mit Untersuchung des Gasstoffwechsels

## Geräte und Bauformen

### Fahrradergometer

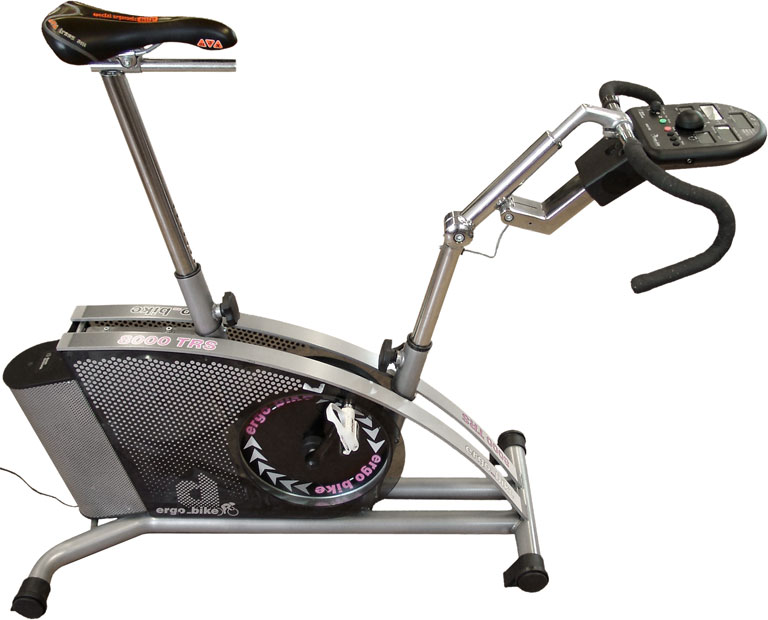
Fahrradergometer

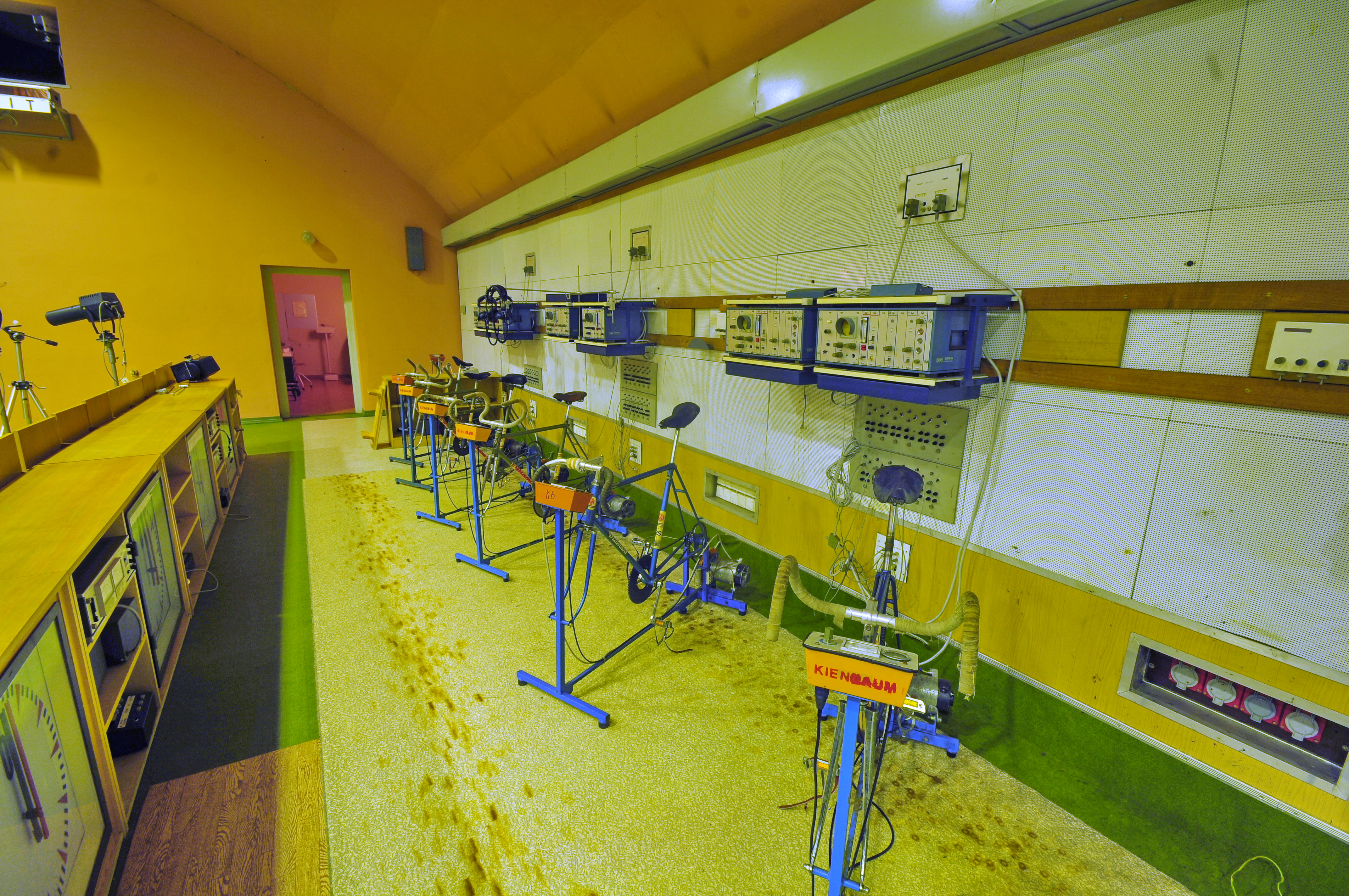
Ergometer aus der DDR-Zeit in der Unterdruckkammer im Bundesleistungszentrum Kienbaum

Fahrradergometer, umgangssprachlich auch Trimm-Dich-Rad, gibt es in unterschiedlichen Varianten. Für den Test bzw. für das Training wird hier nicht das eigene Fahrrad benutzt, wie bei den Trainingsrollen. Man unterscheidet zwischen der normalen Fahrradsitzposition (aufrecht) und den sogenannten Recumbent-Bikes (Liegend-Ergometer), bei denen die Beine nach vorn ausgestreckt werden. Recumbent-Bikes sind durch die von einer Sitz-Liege-Schale ausgehenden Stützfunktion angeblich schonender für die Wirbelsäule. Sie kommen ursprünglich aus dem Rehabilitationsbereich.
Verwendete Bremssysteme sind Wirbelstrombremse, Bandbremse, Magnetbremse, elektromotorische Bremse (elektrische Generatorbremse), Windradbremse und Wasserbremssysteme (nur bei Aquacycling einsetzbar).
Eine Sonderform stellt das Spin-Bike dar, auch Speedbike genannt. Dieses sog. Indoorcycling-Bike kennzeichnet eine große Schwungscheibe. Die Scheibe hat einen Durchmesser von 65 Zentimetern und wiegt ca. 20 Kilogramm. Sie erzeugt ein Trägheitsmoment, das bei stehendem Fahrrad fehlt und vermittelt ein realistischeres Fahrgefühl. Außerdem ist der Kraftaufwand bei Beschleunigungen wesentlich höher, was sich auch auf den spezifischen Bewegungsablauf besser einstellt und die Bewegung ökonomisiert.

### Laufband

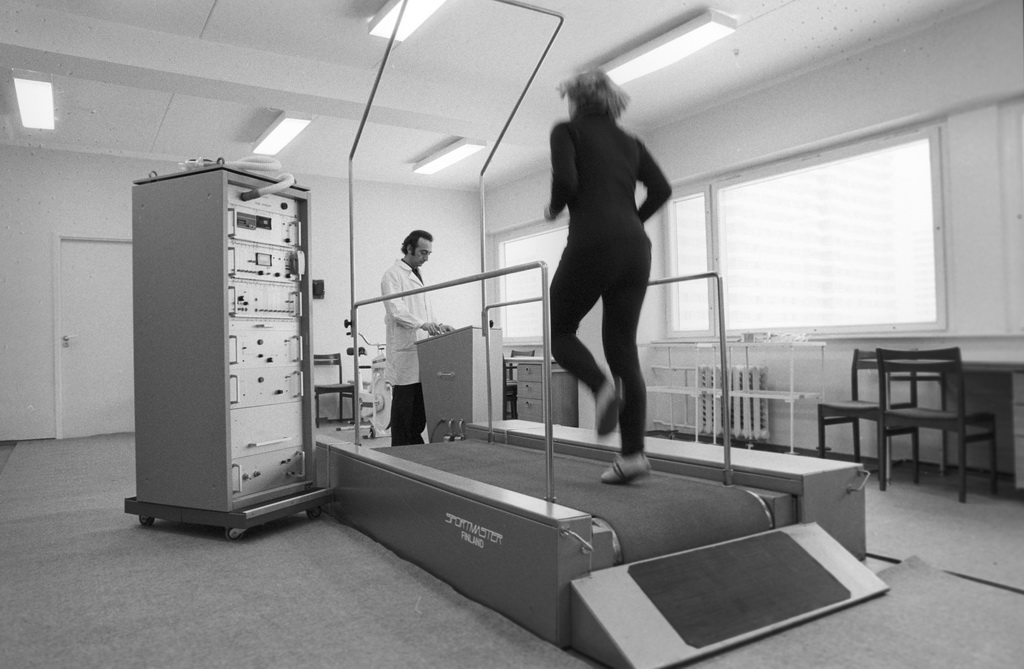
Laufband zur Funktions-Diagnostik für Leistungssportler (1980)

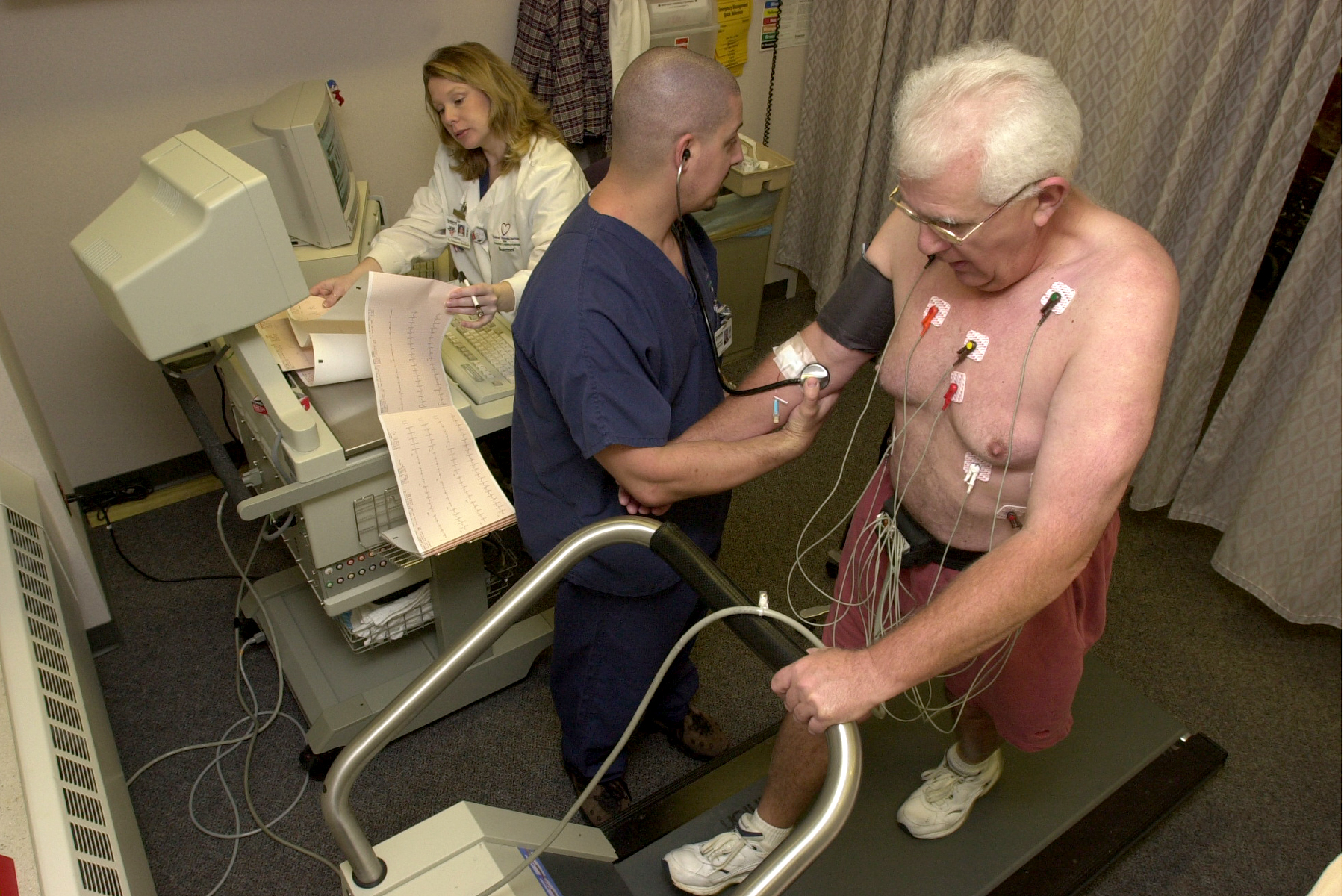
Laufbandergometrie

Zu den Anwendern von Laufbändern gehören heute medizinische Einrichtungen (Krankenhäuser, Rehabilitationszentren, Arzt- und physiotherapeutische Praxen, Institute an Hochschulen), Sportvereine, Biomechanik-Institute, Orthopädie-Schuhfachgeschäfte, Laufsportläden, Olympiastützpunkte, Universitäten, Feuerwehr-Trainingszentren, NASA, Testeinrichtungen und Trainingsräume von Polizei und Bundeswehr, Fitness-Studios und auch Privatanwender.
Sicherheitsnormen für Laufbänder sind die EN 957-1 sowie EN 957-6. Für medizinische Laufbänder gelten darüber hinaus die IEC 60601-1 und die Maschinenrichtlinie. Laufband-Ergometer sind heute überwiegend mit Motorantrieb ausgestattet. Die meisten Laufbänder haben einen Lauftisch mit Gleitplatte. Vor und hinter dem Lauftisch befinden sich zwei Wellen. Zwischen den Wellen und dem Lauftisch ist ein Laufgurt gespannt.
Auf dem Lauftisch bewegt sich der Proband, der sich an die einstellbaren Geschwindigkeiten des Laufgurts anpasst. Der Lauftisch ist in der Regel auf Dämpfungselementen gelagert, sodass der Lauftisch bei jedem Schritt etwas nachgibt, damit der Untergrund für den Probanden nicht zu hart wird. Durch ein Hubelement kann der ganze Laufbandrahmen samt Lauftisch vorn angehoben werden und somit ein Steigungswinkel für Bergauflauf simuliert werden. Einige Laufbänder haben auch Drehrichtungsumkehr des Laufgurtes zwecks Bergab-Belastungen. Die meisten Laufbänder für den professionellen Einsatz im Fitness-Bereich haben Lauftischgrößen von ca. 150 cm Länge und 50 cm Breite, einen Geschwindigkeitsbereich von ca. 0…20 km/h und Steigungswinkel von 0…20 %.
Für Athleten sind größere und stabilere Laufbänder notwendig. Sprinter erreichen mit etwas Gewichtsentlastung kurzzeitig Geschwindigkeiten von bis zu 45 km/h und müssen daher einen großen Lauftisch von bis zu 300 cm Länge und bis zu 100 cm Breite haben.
Bei hoher Ausbelastung und erhöhtem Sturzrisiko ist eine Fallstopp-Einrichtung vorgeschrieben, die einen Sturz des Probanden oder Patienten verhindert. Diese Fallstoppeinrichtung wird meist durch einen Sicherheitsbügel realisiert, an dem eine Leine mit elektrischem Schalter befestigt ist. Ein Brustgeschirr fängt bei Sturz den Probanden auf und schaltet den Laufgurt ab.
In Therapiezentren werden auch Laufbänder eingesetzt mit eingebauten Sitzen links und rechts für Therapeuten, die dann z. B. die Beine eines Schlaganfallpatienten bewegen, um so Gehbewegungen zu simulieren und das Gehen neu zu erlernen.

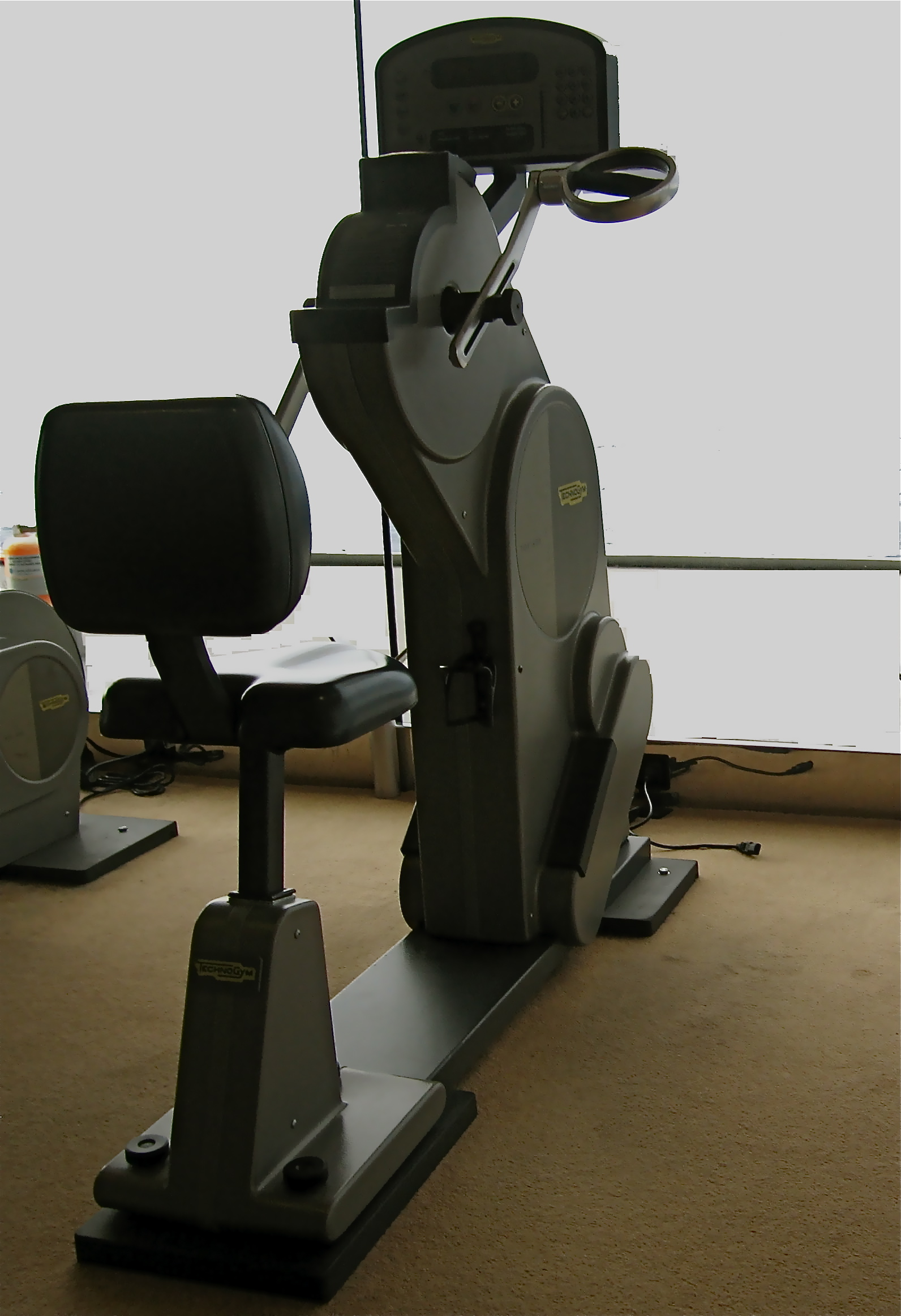
Handkurbelergometer

Übergroße Laufbänder werden auch eingesetzt für Radfahrer mit Geschwindigkeiten bis zu 80 km/h, für Rollstuhlfahrer und in Spezialausführungen mit dickem Laufgurt auch für Skilanglauf und Biathleten, die mit Rollski-Ausrüstung Training und Tests auf einem Lauftisch bis zu Größen von 450 × 300 cm² absolvieren.

### Spezielle Ergometer
Als Ergometer wird für Sportler ein möglichst sportartverwandtes Gerät (Fahrradergometer, Laufbandergometer, Ruderergometer, Paddelergometer, Schwimmkanal u. a.) eingesetzt. Verwendung finden diese ebenso als Trainingsmittel. Darüber hinaus kommen für spezielle Beanspruchungen der Arme und der Muskulatur des Schultergürtels Handkurbel-Ergometer zum Einsatz.
Im wissenschaftlichen Bereich setzt die NASA Ergometer in Flugzeugen bei Parabelflügen ein, um die Bewegung von Astronauten in der Schwerelosigkeit oder bei reduzierter Schwerkraft zu studieren. Nach der Rückkehr von Weltraummissionen werden Weltraumfahrer auch auf instrumentierten Laufbändern mit in den Lauftisch eingebauten Kraftmessplatten wieder rehabilitiert und an ein natürliches Gangbild auf der Erde herangeführt.

## Einsatzbereiche

### Leistungsprüfung

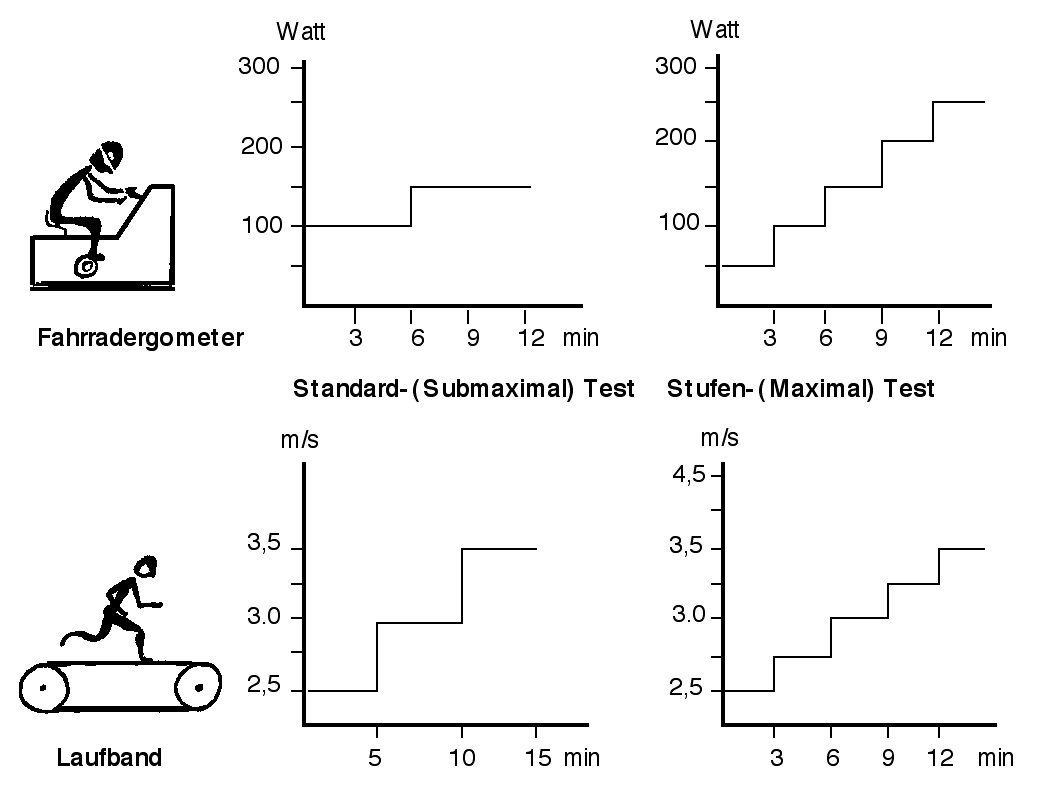
Übliche Belastungsformen auf Fahrradergometer und Laufband; Standardtest: Abforderung einer festgelegten, in der Regel individuell zugemessenen Belastung; Stufentest: Programme, die eine Ausbelastung bewirken sollen

Im Leistungssport, in der Sportmedizin und in der Arbeitsmedizin wird die Ergometrie angewandt, um den Leistungsstand des Untersuchten festzustellen. Die Ergebnisse dienen der weiteren Planung des Trainings bzw. der Beanspruchung. Die verschiedenen Untersuchungs- und Belastungsprogramme werden von den Sportverbänden bzw. von arbeitsmedizinischen Diagnostik-Programmen vorgegeben. Dabei kann allgemein zwischen Standard- und Stufentests unterschieden werden. Während bei ersteren eine Belastung ggf. in mehreren Stufen vorgegeben wird, die nach Absolvierung beendet ist, wird bei Stufentests die Leistung bis zum erschöpfungsbedingten Abbruch (Ausbelastung) stufenweise (z. B. alle 3 Minuten Steigerung der Leistung um 50 Watt auf dem Fahrradergometer bzw. Erhöhung der Laufbandgeschwindigkeit um 0,5 m/s).

### Freizeitbereich
Auch im Freizeit- und Fitnessbereich sind Ergometer inzwischen weit verbreitet. Das wetterunabhängige Training, die Computersteuerung mit diversen Trainingsprogrammen und die Möglichkeit moderner Ergometer, sie mit dem Computer zu verbinden, sorgen für vielfältige Einsatzmöglichkeiten. Durch den Anschluss an einen PC oder ein Mobilgerät wird es möglich, die Leistungsdaten zu erfassen und zu vergleichen. Weiterhin haben Crosstrainer und Bewegungstrainer große Verbreitung gefunden.
Zwischen Ergometern und Heimtrainern existieren gesetzlich vorgeschriebene Unterscheidungsmerkmale. Ergometer besitzen eine Anzeige der erbrachten Momentanleistung in Watt sowie der umgesetzten Energie in kJ (hilfsweise in der veralteten Einheit kcal) und müssen bestimmte Messtoleranzen einhalten. Ist dies nicht der Fall, handelt es sich um einen (meist preisgünstigeren) „Heimtrainer“, der nach DIN EN 957-1/5 keine Anzeige der Leistung in Watt besitzen darf, eine Energie-Anzeige in kJ oder kcal ist jedoch erlaubt.

### Medizin
Im medizinischen Bereich hilft die Ergometrie bei der Erkennung und Verlaufsbeurteilung von Herz- und Lungenerkrankungen und ist ein wichtiges Hilfsmittel zur Risiko- und Prognoseabschätzung.  Rehabilitationsmediziner nutzen sie, um gezielte Therapieempfehlungen geben zu können, erfolgte Maßnahmen auf ihre Wirksamkeit zu überprüfen und gezielte Beübungen durchzuführen.
In der kardiorespiratorischen Diagnostik wird die Ergometrie mit Mess-Systemen der Lungenfunktion verbunden (Spiroergometrie/Ergospirometrie).
Für Patienten im deutschsprachigen Raum kommen überwiegend Fahrradergometer, seltener Laufbandergometer zu Anwendung. In den angloamerikanischen Ländern wird der exercise treadmill test (ETT) oder graded exercise stress test (GXT) in der Regel auf dem Laufband oder standardisierten Kletterstufen absolviert. In der Neurologie werden vor allem Bewegungstherapiegeräte eingesetzt.

#### Indikation
Die Ergometrie empfiehlt sich für Patienten mit mittlerer Vortestwahrscheinlichkeit. Patienten mit hoher Vortestwahrscheinlichkeit und typischer Symptomatik sollten primär invasive oder radiologische Verfahren empfohlen werden. Patienten mit geringer Vortestwahrscheinlichkeit haben häufig einen falsch positiven Befund.

#### Durchführung

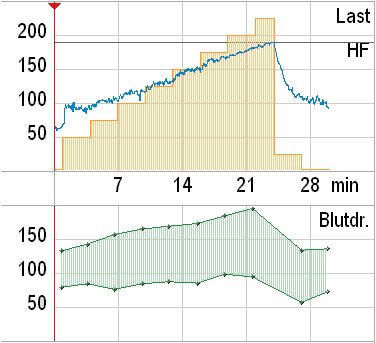
Typischer Verlauf von Herzfrequenz (blau) und Blutdruck (grün) unter Belastung (orange) bei einem gesunden, leistungsfähigen Probanden.

Je nach Untersuchungsziel und Proband sind viele verschiedene Belastungsprotokolle üblich. In der Medizin wird meist eine stufenweise Belastung über neun bis zwölf Minuten entweder nach einem von der WHO oder einem vom Bundesausschuss Leistungssport (BAL) vorgeschlagenen Schema durchgeführt. Zudem gibt es seit 2008 in Österreich ein auf den individuellen Erwartungswert zu berechnendes Protokoll. Die WHO empfiehlt einen Beginn mit 25 oder 50 Watt und eine Steigerung um 25 Watt nach jeweils zwei Minuten, die BAL einen Einstieg mit 50 oder 100 Watt und eine Steigerung um 50 Watt alle drei Minuten. Die maximal zu erreichende Pulsfrequenz wird mit der Formel 220 minus Lebensjahre (Alter) errechnet. Eine Ausbelastung wird bei Erreichen der unteren Standardabweichung (Maximalfrequenz minus ca. 10–12 Schläge pro Minute) angenommen, beispielsweise für einen 60-Jährigen also bei einer Frequenz von etwa 150/min. Bei einer ergometrischen Untersuchung auf dem Laufband wird meist das Bruce-Protokoll angewandt.

#### Kontraindikationen
Bei bestehendem akutem Herzinfarkt oder instabiler Angina pectoris darf kein Belastungstest durchgeführt werden, ebenso sind bestimmte andere manifeste Herz-Kreislauf-Erkrankungen Kontraindikationen: schwere Hypertonie in Ruhe, Karditis, Herzinsuffizienz, schwere Herzklappenfehler, gefährliche Herzrhythmusstörungen in Ruhe oder Aortenaneurysma. René Goscinny starb bei einer Ergometrie.

#### Abbruchkriterien
Der Test muss abgebrochen werden, wenn im EKG tiefe ST-Strecken-Senkungen oder -Hebungen auftreten, bei Angina-pectoris-Beschwerden, bei einem Blutdruckanstieg über 220 mmHg, einem Blutdruckabfall unter den Ausgangswert oder ventrikulären Herzrhythmusstörungen.

#### Befunde

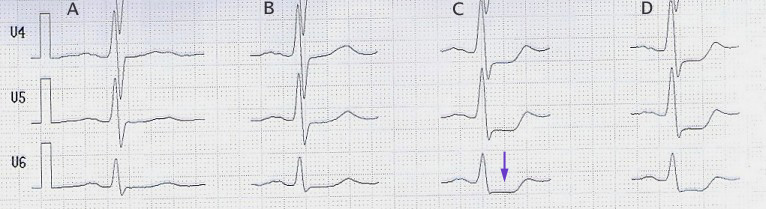
Belastungs-EKG eines Patienten mit koronarer Herzkrankheit: Senkung der ST-Strecke (Pfeil) ab 100 Watt
A in Ruhe
B bei 75 Watt
C bei 100 Watt
D bei 125 Watt

Die maximale Belastbarkeit wird absolut in Watt und relativ in Prozent zur alters-, geschlechts- und gewichtsbezogenen Soll-Leistung oder Soll-Arbeitskapazität ermittelt. Sie erlaubt bei herzkranken Patienten Rückschlüsse auf die Lebenserwartung (Prognose) und das Risiko geplanter Operationen. Die Nachweissicherheit einer behandlungsbedürftigen Koronarstenose liegt bei ca. 70 Prozent. Eine höhere diagnostische Sicherheit haben Myokardszintigraphie oder Koronarangiographie.
Angina Pectoris und eine Senkung der ST-Strecke im EKG sind die typischen Befunde bei koronarer Herzkrankheit. Hauptkriterium für eine abnorme Reaktion ist eine horizontale oder deszendierende ST-Strecken-Senkung von 0,10 mV. Sie ist meist Ausdruck einer belastungsinduzierten Durchblutungsstörung (Ischämie) des Herzmuskels. Durch bereits in Ruhe vorhandene EKG-Veränderungen und den Einfluss einiger Medikamente (z. B. Betablocker und Digitalis) wird die Aussagekraft der Ergometrie für diese Fragestellung eingeschränkt.
Auch bestimmte Herzrhythmusstörungen, die unter Belastung beginnen oder verstärkt auftreten, können Hinweis auf eine Durchblutungsstörung sein.